# Stary Cmentarz Katolicki w Dreźnie

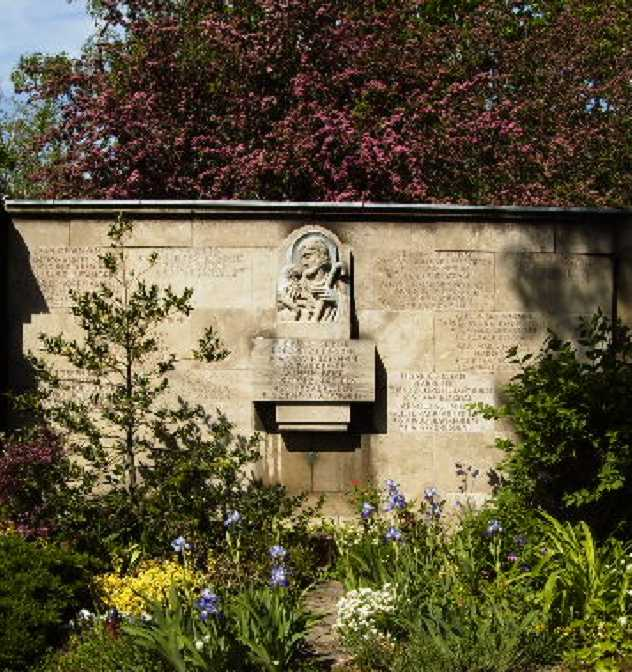
Grób księży

Stary Cmentarz Katolicki w Dreźnie, Cmentarz Polski w Dreźnie (niem. Alter Katholischer Friedhof lub Innerer Katholischer Friedhof) – drugi pod względem daty powstania cmentarz w Dreźnie. 
Nekropolia powstała poza murami przy ulicy Friedrichstraße na podstawie dekretu Augusta Mocnego z 2 października 1720 r. pierwotnie służył jako miejsce pochówku członków rady dworskiej synowej władcy Marii Józefy Habsburżanki. Od 1723 r. służył wszystkim katolickim mieszkańcom dworu, natomiast od 1738 r. był dostępny dla wszystkich osób wyznania katolickiego. Z tego powodu w latach 1740–1742 został powiększony. Niedługo po otwarciu nekropolii powstał budynek obok bramy (Torhaus) od ulicy Friedrichstraße, w którym mieszkał grabarz. Dekret Augusta Mocnego początkowo wykluczał powstanie kościoła lub kaplicy by nie drażnić protestanckiej większości zamieszkującej Drezno. Dopiero po przeniesieniu niewielkiego zoo wzniesiono niewielką kaplicę poświęconą 7 września 1742 r. Obecny wygląd zawdzięcza ona przebudowie w latach 1914–1917. W apsydzie kaplicy znajduje się grupą Ukrzyżowania
wykonana przez Balthasara Permosera, która pierwotnie stała na jego grobie. Na ścianach zewnętrznych znajdują się nagrobki z XIX w., a na prawo i lewo od wejścia epitafia członków saskiej rodziny królewskiej.

## Znane osoby pochowane na cmentarzu
Na cmentarzu pochowano wielu znanych mieszkańców Drezna. Pochowano tu także księży katolickich z kościoła Hofkirche, którzy zginęli podczas bombardowania Drezna oraz ich współbraci – ofiary nazizmu.
- Alojs Andricki (Alojs Andricki) (1914–1943)
- Wilhelm Beier (1889–1945)
- Bartholomeo Bosco (1793–1863)
- Kazimierz Brodziński (1791–1835)
- Giovanni Battista Casanova (1730–1795)
- Anton Dreyssig (1774–1815)
- Hermann Franz Joseph von Hann (1807–1849)
- Karol Boromeusz Hoffman[1] (1798–1875)
- Auguste Charlotte von Kielmannsegge (1777–1863)
- Anton Konrad
- Mary Krebs–Brenning (1851–1900)
- Gerhard von Kügelgen (1772–1820)
- Franz Pettrich (1770–1844)
- Balthasar Permoser (1651–1732)
- Johann Georg Chevalier de Saxe (1704–1774)
- Johann Georg von Sachsen (1869–1938)
- Friedrich Schlegel (1772–1829)
- Aloys Scholze (1893–1942)
- Stanisław von Skarbek–Woyczyński
- Joseph Tichatschek (1807–1886)
- Carl Maria von Weber (1786–1826)
- Max Maria von Weber (1822–1881)
- Bernhard Wensch (1908–1942)
- Maciej Wodziński (1782–1848)
- Elżbieta Zimmermann (1943–2007)

## Nagrobki
Na cmentarzu znajdują się liczne nagrobki z okresu baroku, rokoka i klasycyzmu. Można także zobaczyć XIX-wieczne nagrobki polskiej szlachty, która zmarła na wygnaniu w Saksonii.

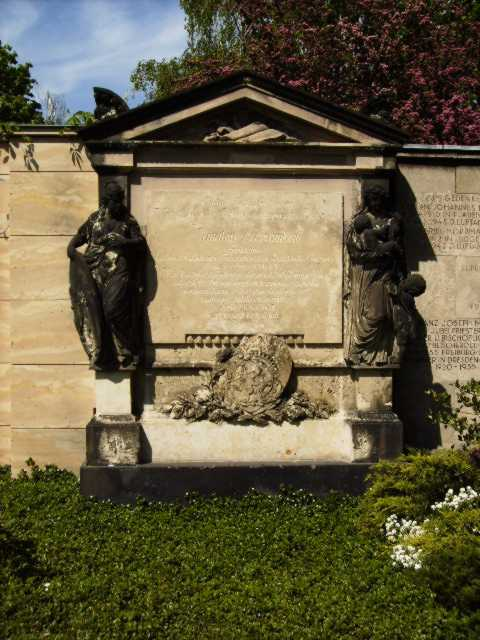
Ignatius Accoramboni
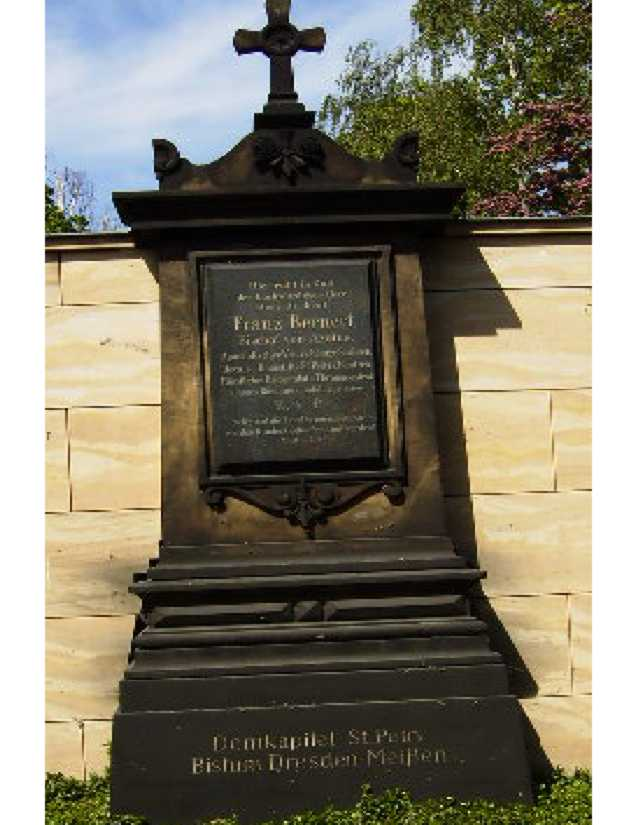
Franz Bernert
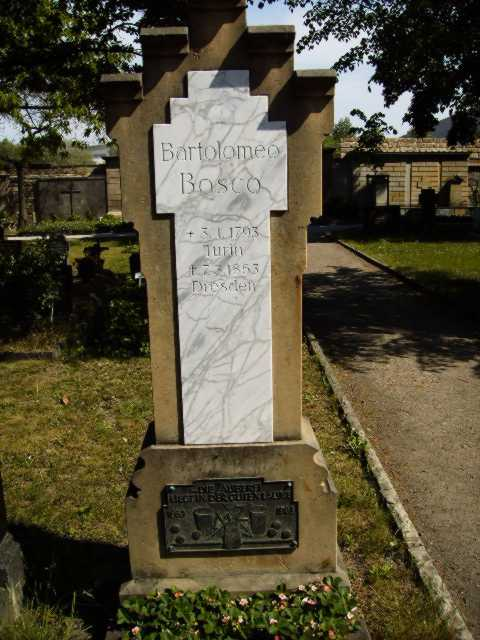
Bartolomeo Bosco
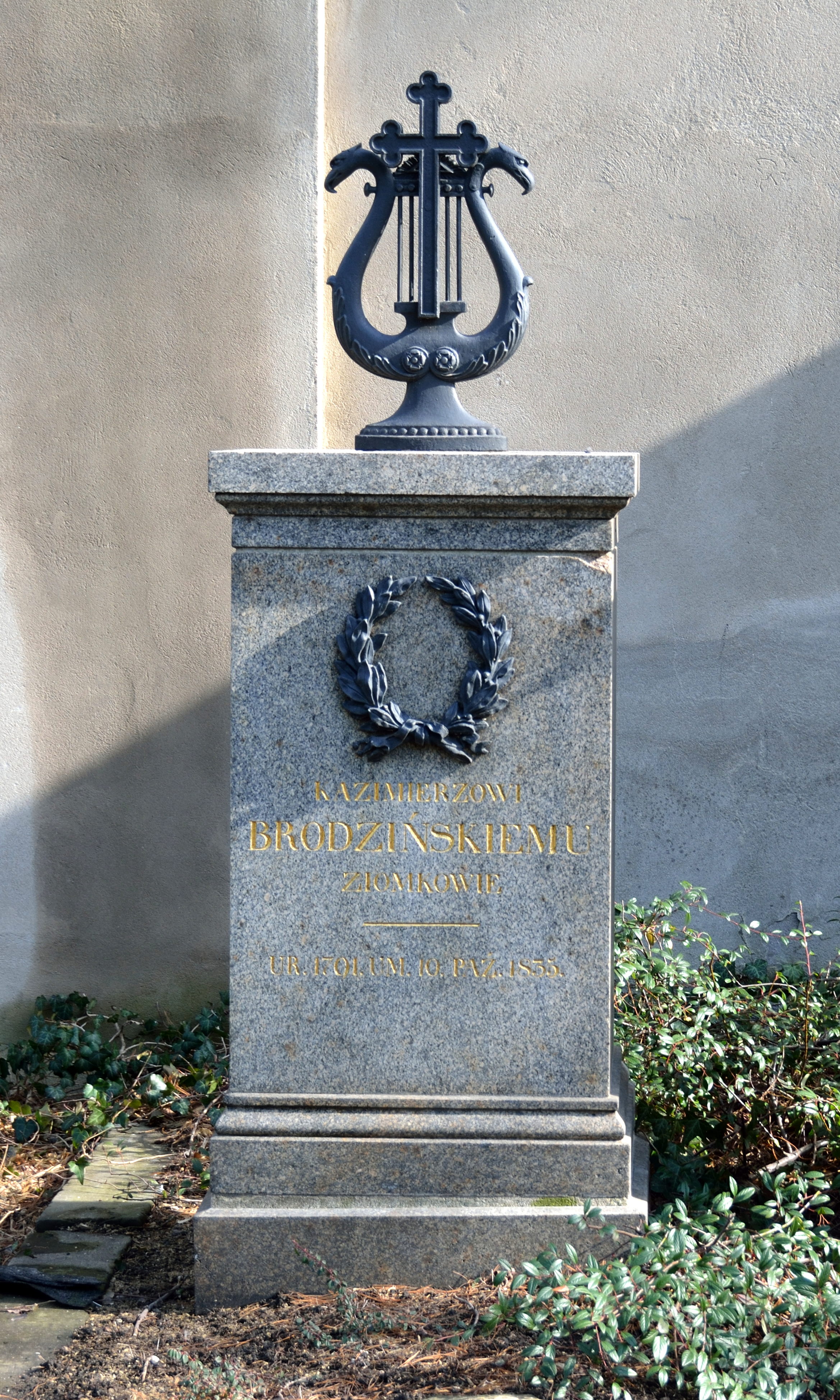
Kazimierz Brodzinski
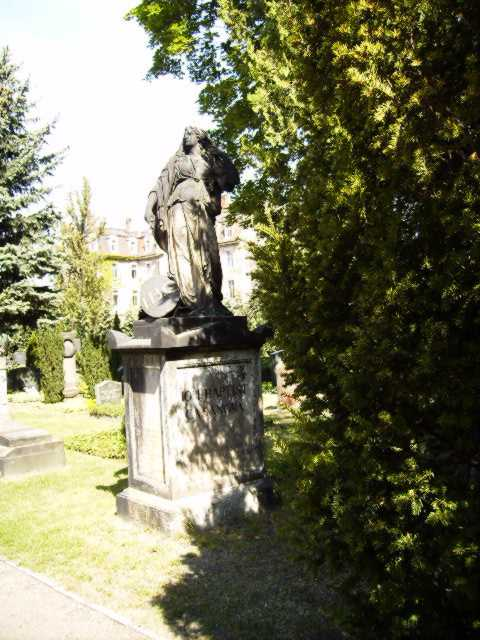
Johann Baptista Casanova
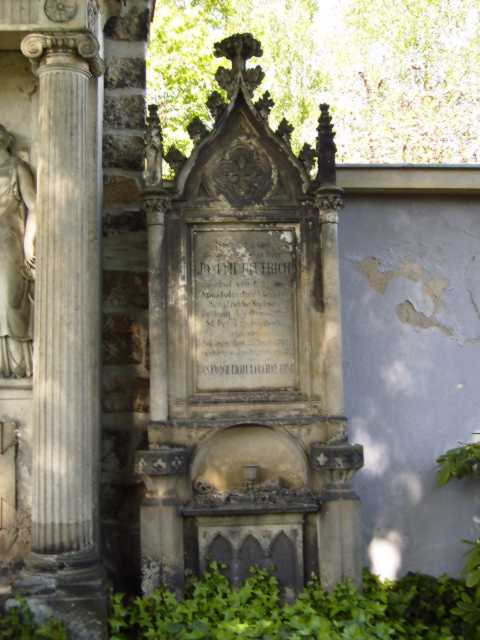
Josef Dittrich
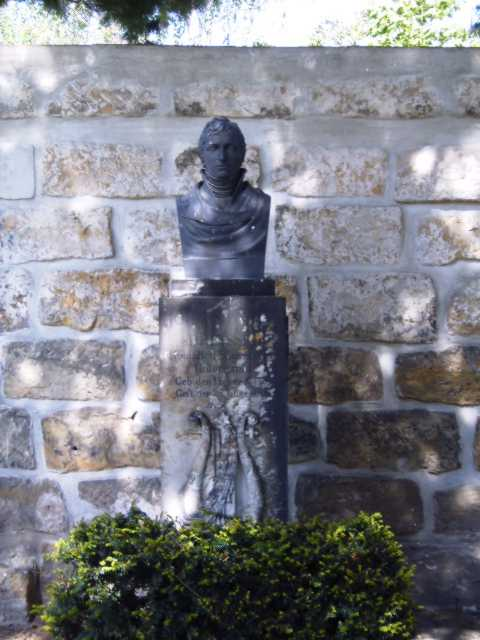
Johann Anton Dreissig
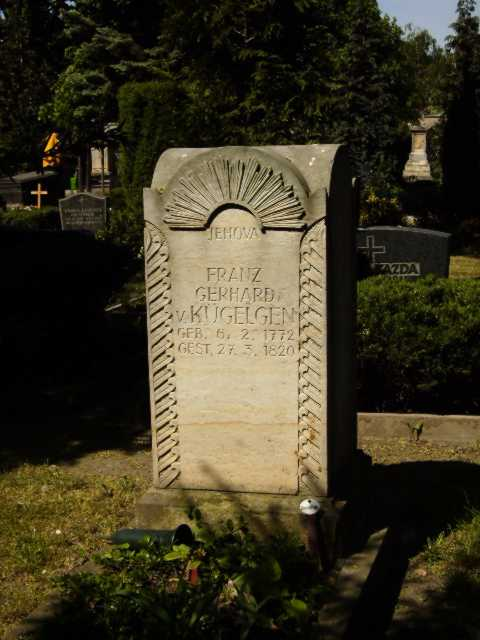
Franz Gerhard von Kügelgen
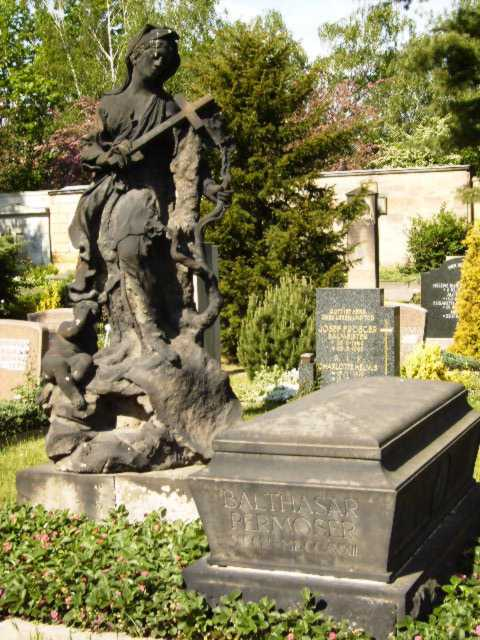
Balthasar Permoser
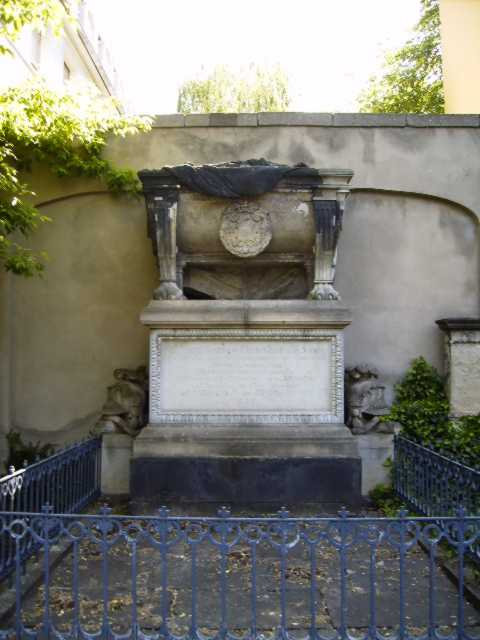
Johann George Chevalier de Saxe
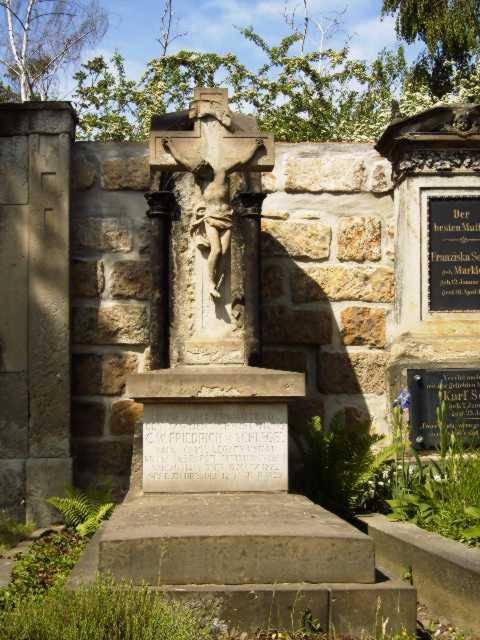
C.W. Friedrich von Schlegel
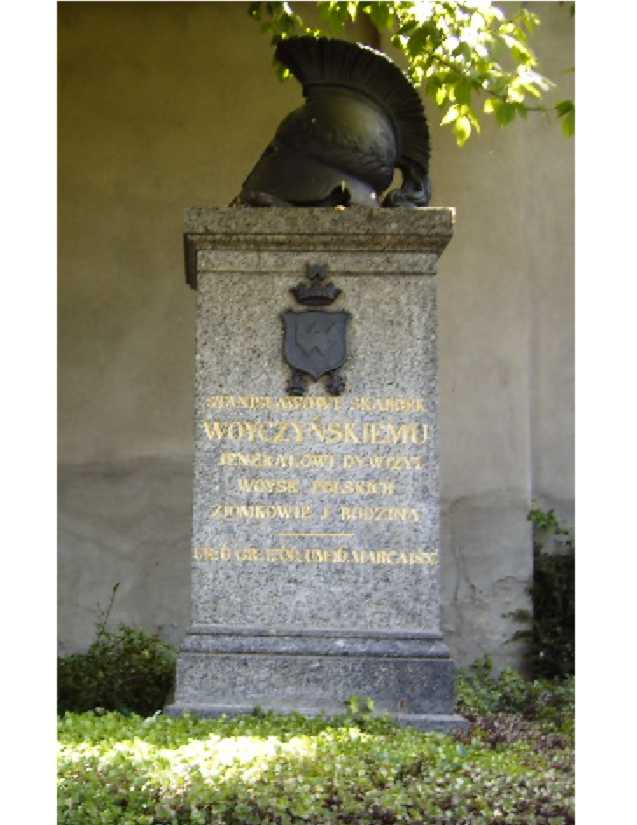
Stanislaw Skarbek – Woyczynski
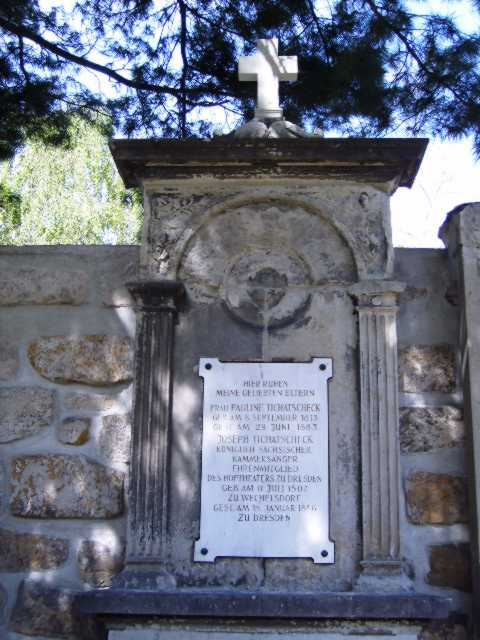
Aloys Josef Tichatscheck
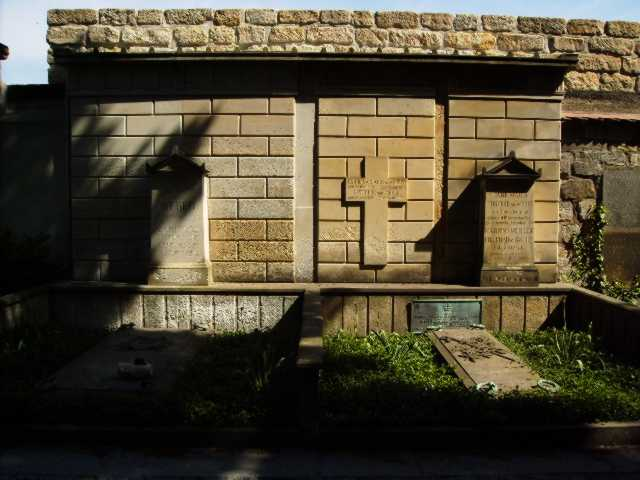
Rodzina von Weber
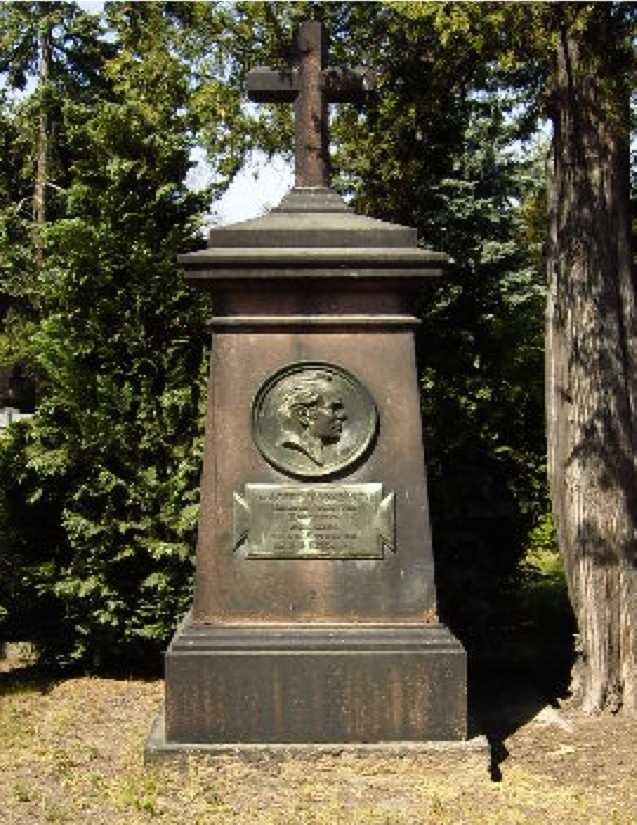
Maciej Wodziński
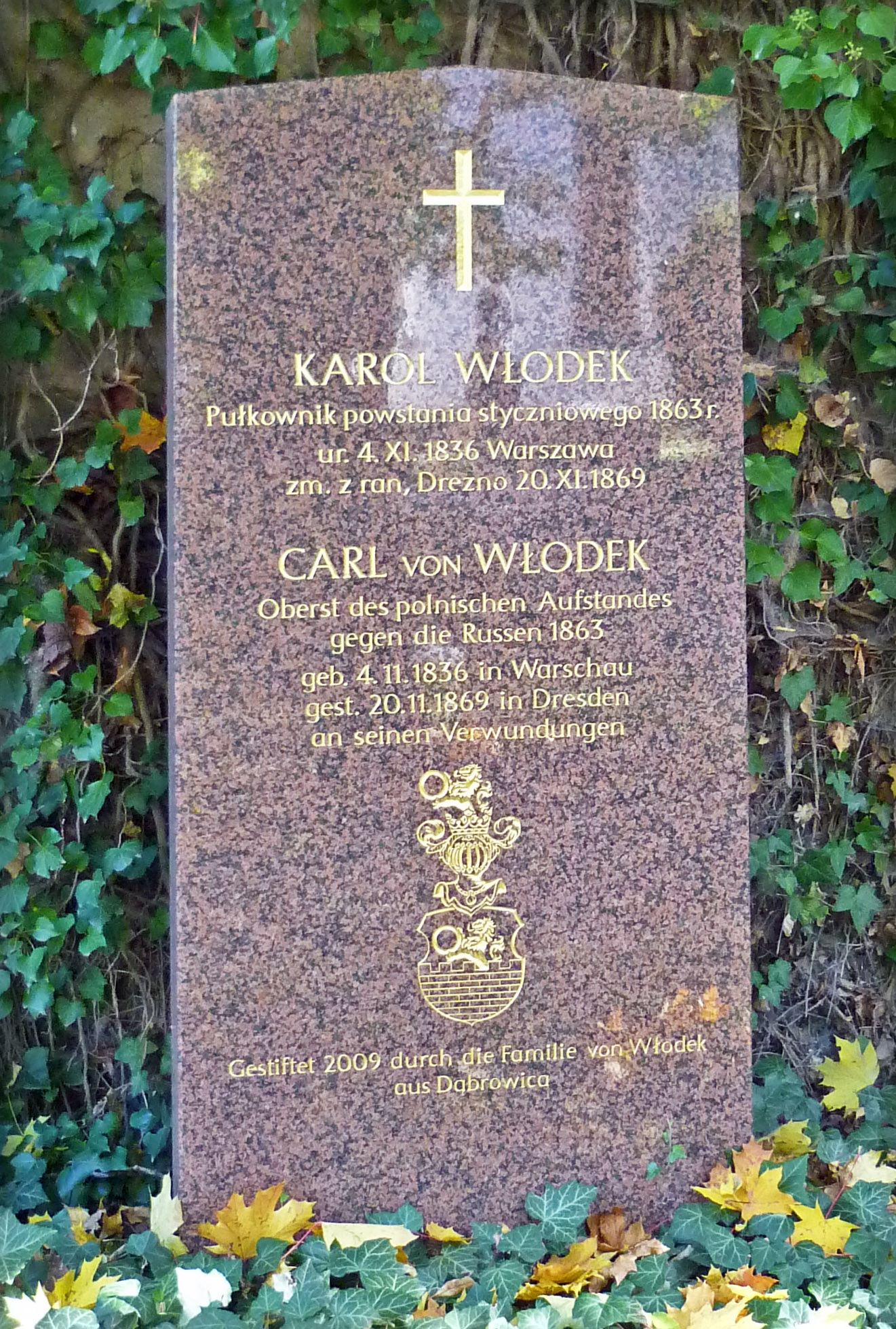
Karol Włodek
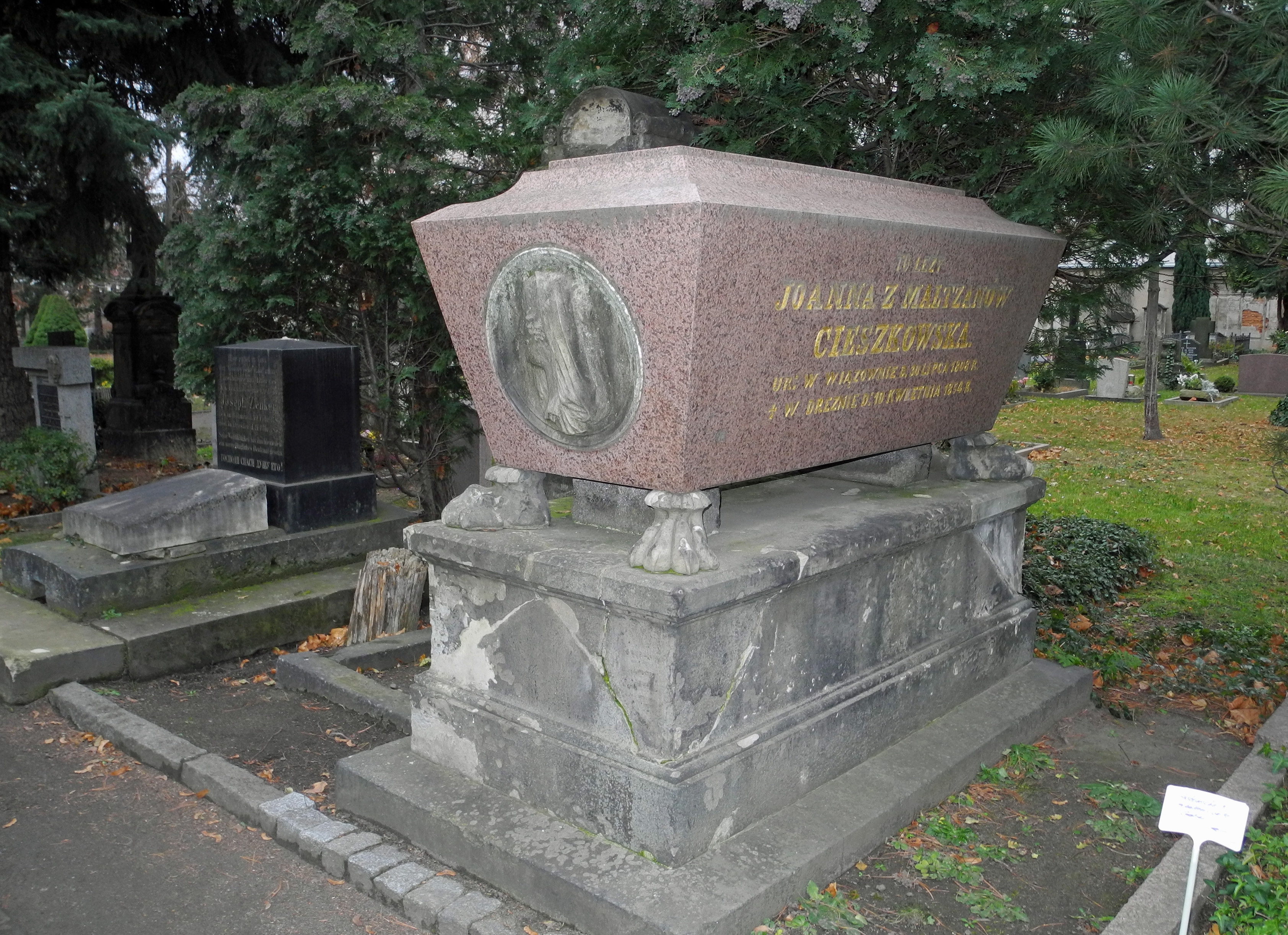
Joanna Maltzanów Cieszkowska
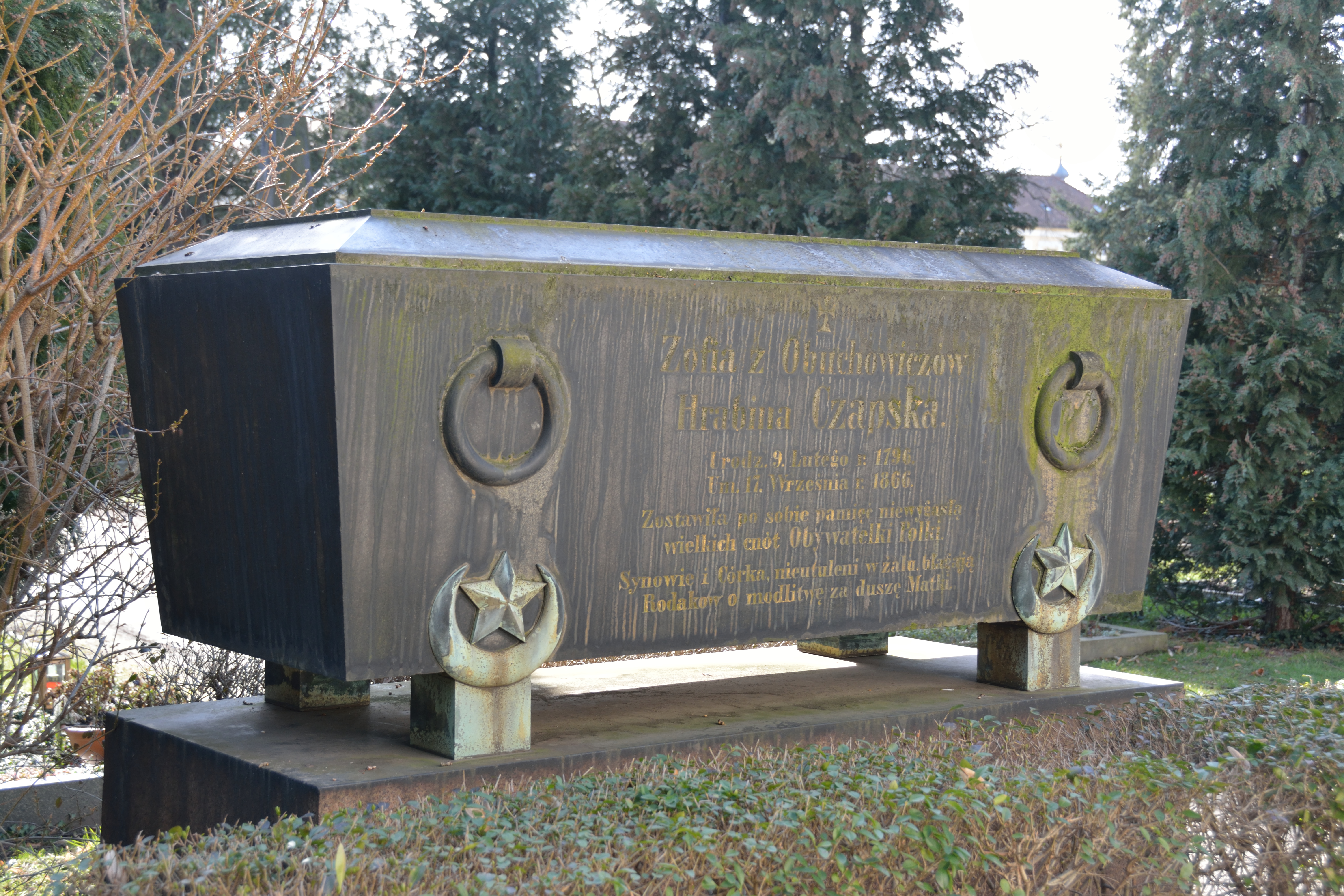
Zofia Hrabina Czapska
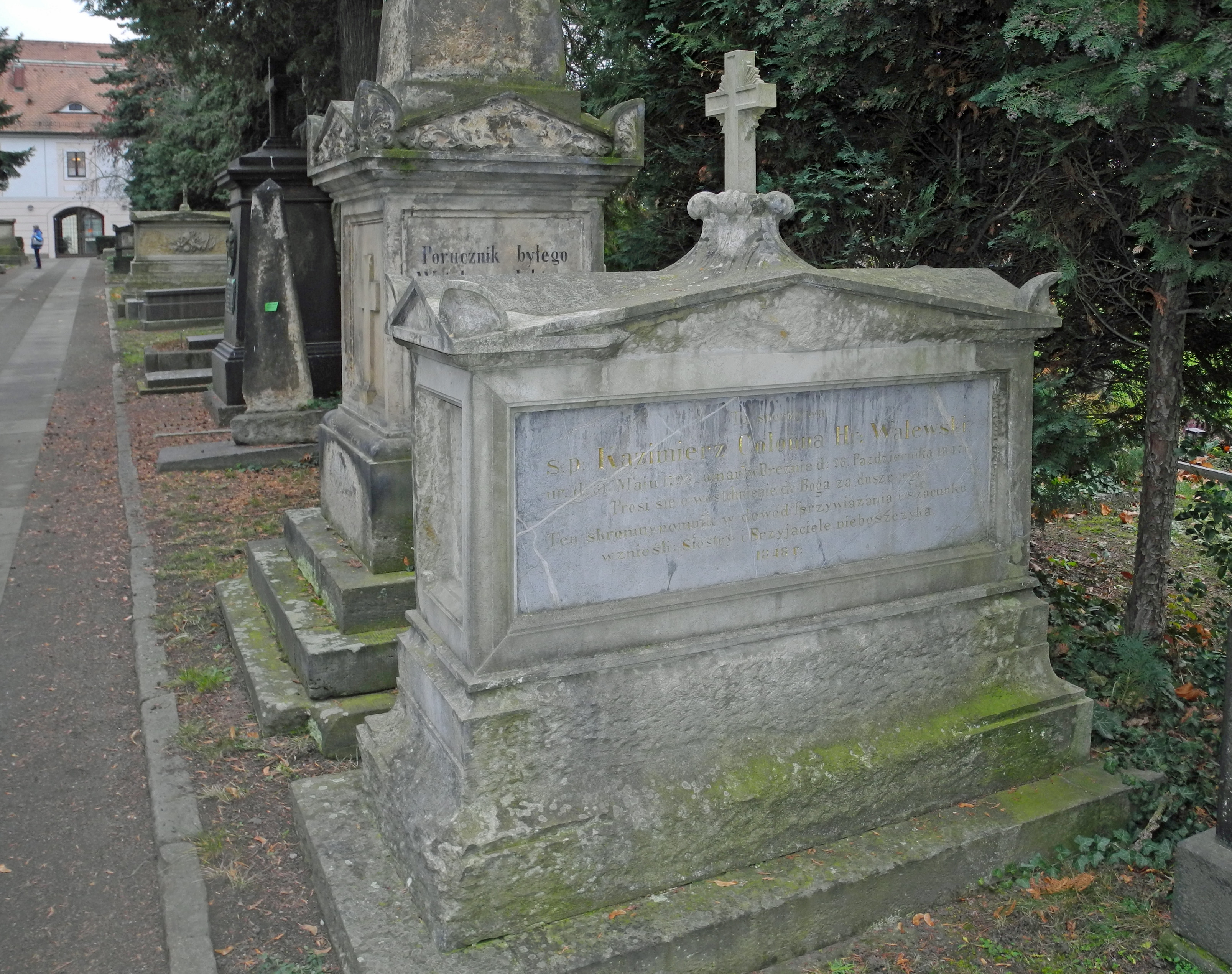
Kazimierz Colonna Graf Walewski
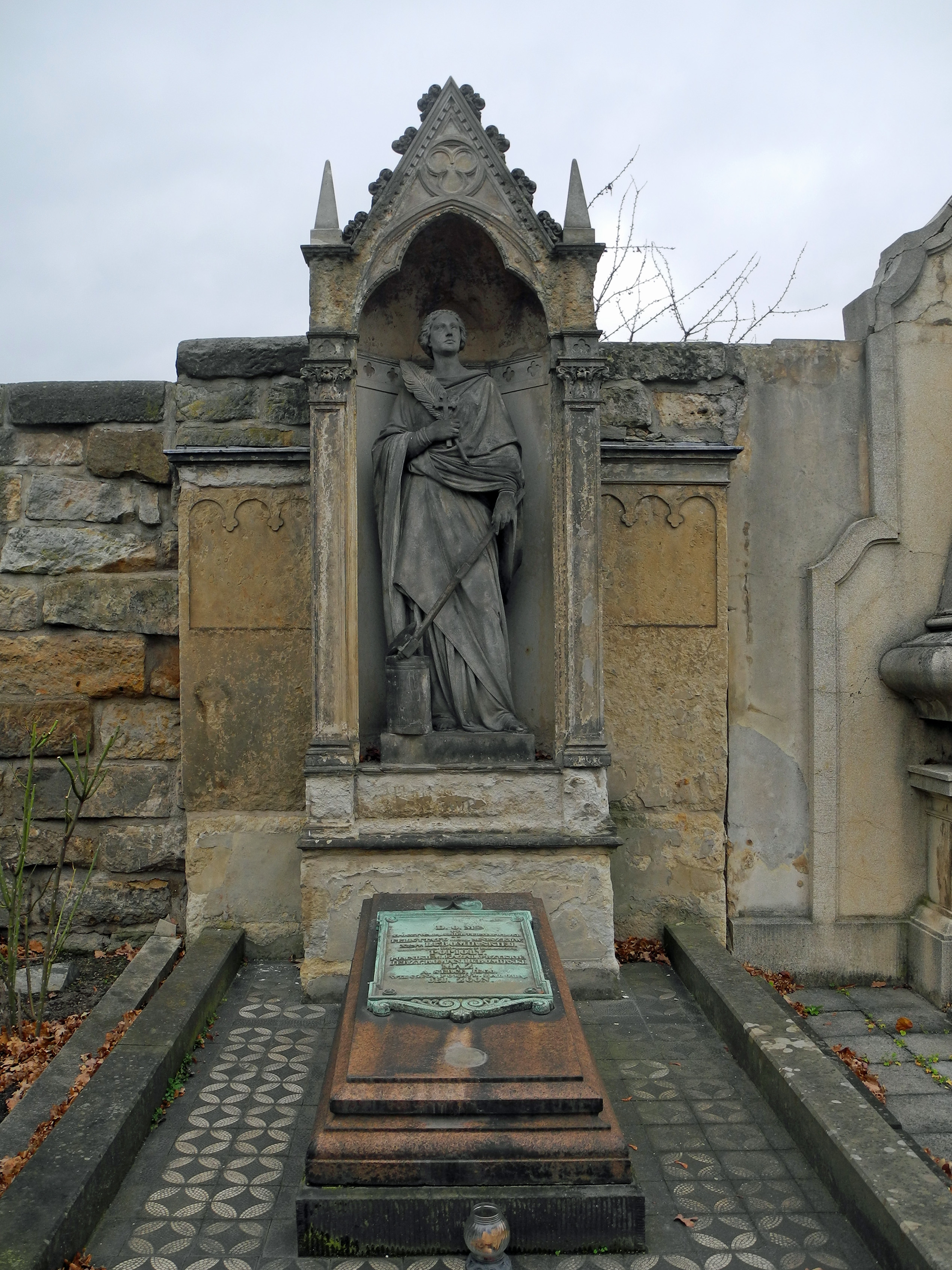
Felicitas von Lubomirska

Zobacz kategorię: commons:Category:Graves of Polish emigrants in Dresden